# Crihalma
Crihalma – wieś w Rumunii, w okręgu Braszów, w gminie Comăna. W 2011 roku liczyła 735 mieszkańców.